# Joachim Körkel
Joachim Körkel (* 1954) je německý psycholog a adiktolog, který zasvětil celý svůj život boji se závislostí. Je profesorem psychologie na Univerzitě v Norimberku (Evangelische Hochschule Nürnberg), vydavatelem odborného časopisu Suchttherapie a autorem mnoha knih a článků, zabývajících se problematikou léčby závislostí.
Joachim Körkel se se řadu let věnoval léčbě alkoholismu a dalších závislostí, pracoval jako psychoterapeut a poté vedoucí psycholog na klinice pro léčbu závislosti na alkoholu a lécích ve spolkové republice Hesensko. V rámci léčby závislostí se specializoval především na problematiku relapsu. Je autorem zcela nové koncepce léčby závislostí, tzv. non-abstinentní léčby, známe také pod názvem „kontrolovaná konzumace“ či „kontrolované užívání“.

## Dílo
výběr
- Rückfall muss keine Katastrophe sein: ein Leitfaden für Abhängige und Angehörige, Wuppertal: Blaukreuz-Verlag, 1991, ISBN 3-89175-074-9
- Praxis der Rückfallbehandlung: ein Leitfaden für Berater, Therapeuten und ehrenamtliche Helfer, Wuppertal: Blaukreuz-Verlag, 1991, ISBN 3-89175-080-3
- Mit dem Rückfall leben: Abstinenz als Allheilmittel?, Bonn: Psychiatrie-Verlag, 1993, ISBN 3-88414-144-9 (s G. Krusem)
- Alkoholabhängigkeit erkennen und behandeln: mit literarischen Beispielen, Bonn : Psychiatrie-Verlag, 2000, ISBN 3-88414-244-5 (s G. Krusem a U. Schmalz)
- Damit Alkohol nicht zur Sucht wird - kontrolliert trinken: 10 Schritte für einen bewussteren Umgang mit Alkohol, Stuttgart: TRIAS, 2008, ISBN 978-3-8304-3353-8.